# Legislatura 1990-1992 (Senat)
Această listă descrie componența Senatului României în legislatura: 1990-1992, în funcție de județul în care au candidat.

## Legislatura1990-1992
| Nume și Prenume               | Județ           | Partid      |
| ----------------------------- | --------------- | ----------- |
| Ioan Rus                      | Alba            | FSN         |
| Silviu Cărpinișianu           | Alba            | FSN         |
| Ioan Baboș                    | Arad            | FSN         |
| Radu Homescu                  | Arad            | FSN         |
| Spiridon Groza                | Arad            | FSN         |
| Zoltan Hosszu                 | Arad            | UDMR        |
| Costache Sava                 | Argeș           | FSN         |
| Petru Pop                     | Argeș           | FSN         |
| Vasile Nițu                   | Argeș           | FSN         |
| Ionel Aichimoaie              | Bacău           | FSN         |
| Jenică Gioacăș                | Bacău           | FSN         |
| Mihăiță Postolache            | Bacău           | FSN         |
| Florian Serac                 | Bihor           | FSN         |
| Viorel Faur                   | Bihor           | FSN         |
| Ludovic Demény                | Bihor           | UDMR        |
| Mircea Cupșa                  | Bistrița-Năsăud | FSN         |
| Augustin Zegrean              | Bistrița-Năsăud | FSN         |
| Constantin Dimitriu           | Botoșani        | FSN         |
| Mihai Teodorescu              | Botoșani        | FSN         |
| Mihai Fercală                 | Brașov          | FSN         |
| Sergiu Nicolaescu             | Brașov          | FSN         |
| Miklos Fazakas                | Brașov          | UDMR        |
| Stefan Reiff                  | Brașov          | UDMR        |
| Mihai Matetovici              | Brăila          | FSN         |
| Ștefan Alexandru Ionel        | Brăila          | FSN         |
| Alexandru Bârlădeanu          | București       | FSN         |
| Alexandru Piru                | București       | FSN         |
| Constantin Bărbulescu         | București       | FSN         |
| Ion Coteanu                   | București       | FSN         |
| Lia Manoliu                   | București       | FSN         |
| Mircea Soare                  | București       | FSN         |
| Neculai-Simeon Tatu           | București       | FSN         |
| Nicolae Cajal                 | București       | FSN         |
| Romulus Vulpescu              | București       | FSN         |
| Victor Anagnoste              | București       | FSN         |
| Marcian Bleahu                | București       | ME (PSDR)   |
| Adrian Manolache              | București       | PER         |
| Caius Iacob                   | București       | PNȚCD       |
| Constantin Dumitrescu         | București       | PER         |
| Valentin Vasilescu            | București       | PER         |
| Ionel Săndulescu              | București       | PNL         |
| Sanda Tătărescu-Negropontes   | București       | PNL         |
| Radu Câmpeanu                 | București       | PNL         |
| Alexandru Mânzală             | Buzău           | FSN         |
| Gelu Voiculescu-Voican        | Buzău           | FSN         |
| Vasile Ion                    | Buzău           | FSN         |
| Doru-Ioan Tărăcilă            | Călărași        | FSN         |
| Ion Neagu                     | Călărași        | FSN         |
| Miron Mănescu                 | Caraș-Severin   | FSN         |
| Antonie Iorgovan              | Caraș-Severin   | independent |
| Mihai Țălpeanu                | Cluj            | FSN         |
| Vasile-Victor Aileni          | Cluj            | FSN         |
| Adrian-Ovidiu Moțiu           | Cluj            | AUR - PUNR  |
| Géza Szöcs                    | Cluj            | UDMR        |
| Gheorghe Dumitrașcu           | Constanța       | FSN         |
| Nicolae Rahău                 | Constanța       | FSN         |
| Sabin Ivan                    | Constanța       | PNL         |
| Gabor Kozsokar                | Covasna         | UDMR        |
| Karoly Kiraly                 | Covasna         | UDMR        |
| Adrian Simion                 | Dâmbovița       | FSN         |
| Emil Dima                     | Dâmbovița       | FSN         |
| Mihail Iurcu                  | Dâmbovița       | FSN         |
| Dan Nicolae                   | Dolj            | FSN         |
| Ion Predescu                  | Dolj            | FSN         |
| Ion Rădăcină                  | Dolj            | FSN         |
| Mircea Voica                  | Dolj            | PNL         |
| Oliviu Gherman                | Dolj            | FSN         |
| Ilie Plătică-Vidovici         | Galați          | FSN         |
| Leonard Fințescu              | Galați          | FSN         |
| Dumitru Călueanu              | Galați          | PNL         |
| Ioan Munteanu                 | Giurgiu         | FSN         |
| Iosif Dan                     | Giurgiu         | FSN         |
| Aurică Popescu                | Gorj            | FSN         |
| Vasile Văcaru                 | Gorj            | FSN         |
| Attila Verestoy               | Harghita        | UDMR        |
| Menyhért Gábor Hajdu          | Harghita        | UDMR        |
| Gheorghe Ivan                 | Harghita        | FSN         |
| Mihai Chețan                  | Hunedoara       | FSN         |
| Petru Jurcan                  | Harghita        | PNL         |
| Constantin Balcan             | Ialomița        | FSN         |
| Constantin Sava               | Ialomița        | FSN         |
| Ion Solcanu                   | Iași            | FSN         |
| Mircea-Ioan Ștef              | Iași            | FSN         |
| Titus Raveica                 | Iași            | FSN         |
| Cezar Buda                    | Iași            | PNL         |
| Ion Gheorghe Popa             | Maramureș       | FSN         |
| Stelian Morcovescu            | Maramureș       | FSN         |
| Toma Csiha Ernestin           | Maramureș       | UDMR        |
| Emanoil-Mihail Cernescu       | Mehedinți       | FSN         |
| Stelian Dedu                  | Mehedinți       | FSN         |
| Ilie-Valer Gâlea              | Mureș           | FSN         |
| Radu Ceontea                  | Mureș           | AUR - PUNR  |
| Bela Marko                    | Mureș           | UDMR        |
| Radu Timofte                  | Neamț           | FSN         |
| Sorin-Adrian Vornicu-Nichifor | Neamț           | FSN         |
| Valeriu Momanu                | Neamț           | FSN         |
| Ilie Gâtan                    | Olt             | FSN         |
| Nicolae Grădinaru             | Olt             | FSN         |
| Teiu Păunescu                 | Olt             | FSN         |
| Corneliu Mănescu              | Prahova         | FSN         |
| Gelu Juncu                    | Prahova         | FSN         |
| Gheorghe Damian               | Prahova         | FSN         |
| Emil Tokaci                   | Prahova         | PNL         |
| Nicolae Dunca                 | Sălaj           | FSN         |
| Iosif Toth                    | Sălaj           | UDMR        |
| Károly Ferenc Szabó           | Sălaj           | UDMR        |
| Văsălie Moiș                  | Sălaj           | FSN         |
| Ioan Ilie Nistor              | Sibiu           | FSN         |
| Ioan Tătaru                   | Sibiu           | FSN         |
| Nicolae Nan                   | Sibiu           | FSN         |
| Mircea Curelea                | Sibiu           | PNL         |
| Dragoș Luchian                | Suceava         | FSN         |
| Gheorghe Munteanu             | Suceava         | FSN         |
| Mihai Iacobescu               | Suceava         | FSN         |
| Mihail Neagu                  | Teleorman       | FSN         |
| Nicolae Burcea                | Teleorman       | FSN         |
| Titi Cioacă                   | Teleorman       | FSN         |
| Diodor Nicoară                | Timiș           | FSN         |
| Mihai-Zaharia Ruva            | Timiș           | FSN         |
| Ștefan Glăvan                 | Timiș           | FSN         |
| Barbu Popescu                 | Tulcea          | FSN         |
| Corvin-Laurențiu Bangu        | Tulcea          | FSN         |
| Octavian Fieroiu              | Vâlcea          | FSN         |
| Petre Negru                   | Vâlcea          | FSN         |
| Paul Jerbaș                   | Vaslui          | FSN         |
| Virgil Popa                   | Vaslui          | FSN         |
| Constantin Dinu               | Vrancea         | FSN         |
| Nicolae Giurgea               | Vrancea         | FSN         |